# Ginetta G4
La Ginetta G4 est une voiture de sport construite par Ginetta en 1962. 

## Caractéristiques

### Moteur
La voiture est équipée d'un moteur 4 cylindres en ligne de 1340 cm³ développant 91 ch placé en position longitudinale avant qui lui permet d'atteindre la vitesse maximale de 193 km/h et d'effectuer le 0-100 km/h en 8,5.

### Dimensions et poids
La longueur de la voiture est de 3 353 mm, la largeur est de 1 422 mm et la hauteur est de 1 067 mm. L'empattement est de 2 045 mm tandis que les voies avant et arrière font 1 168 mm de largeur.
Le poids est de 454 kg.

### Divers
La voiture existe en 3 carrosseries différentes comme un coupé 2 portes, un cabriolet 2 portes et une barquette 2 portes réservée à la compétition. Les freins avant sont à disques tandis que les freins arrière sont à tambours.
Le diamètre de braquage est de 9,1 mètres.